# Дарывды
Дарывды — река в России, течёт по территории Абзелиловского района Башкортостана. Устье реки находится в 73 км от устья реки Большой Кизил по правому берегу.
Длина реки составляет 23 км.
Истоки реки находятся у горы Дарывдытау в хребте Ирендык. Впадает в Большой Кизил около деревни Ишбулдино.
Слева принимает рукав реки Караелга.
В середине XX века верховьем реки считалась соседняя Караелга, а современное верховье называлось Шадыгай и являлось правым притоком.

## Данные водного реестра
По данным государственного водного реестра России относится к Уральскому бассейновому округу, водохозяйственный участок реки — Урал от Магнитогорского гидроузла до Ириклинского гидроузла. Речной бассейн реки — Урал (российская часть бассейна).
Код объекта в государственном водном реестре — 12010000312112200002097.